# Tu (Volk)

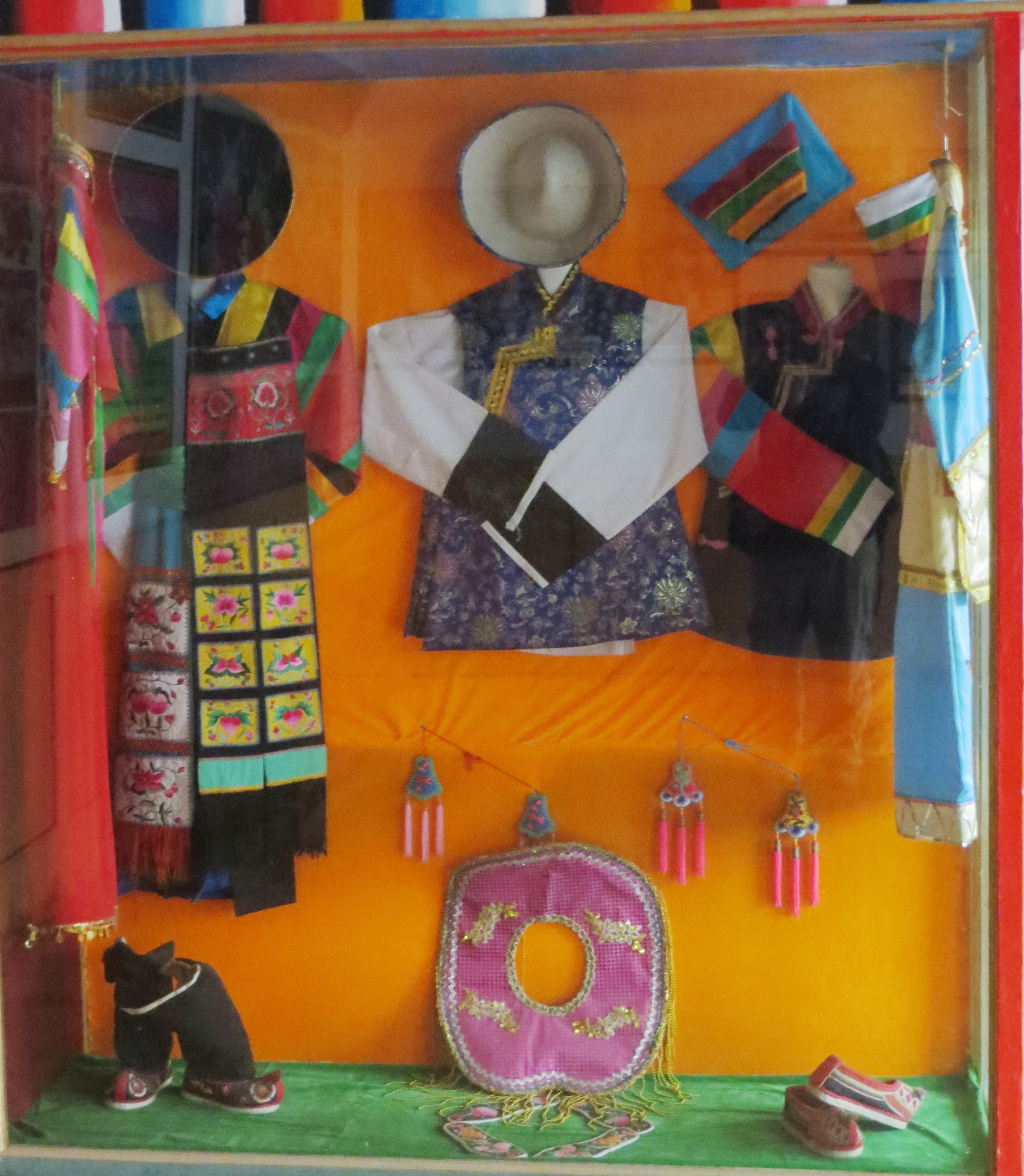
Trachten der Tu

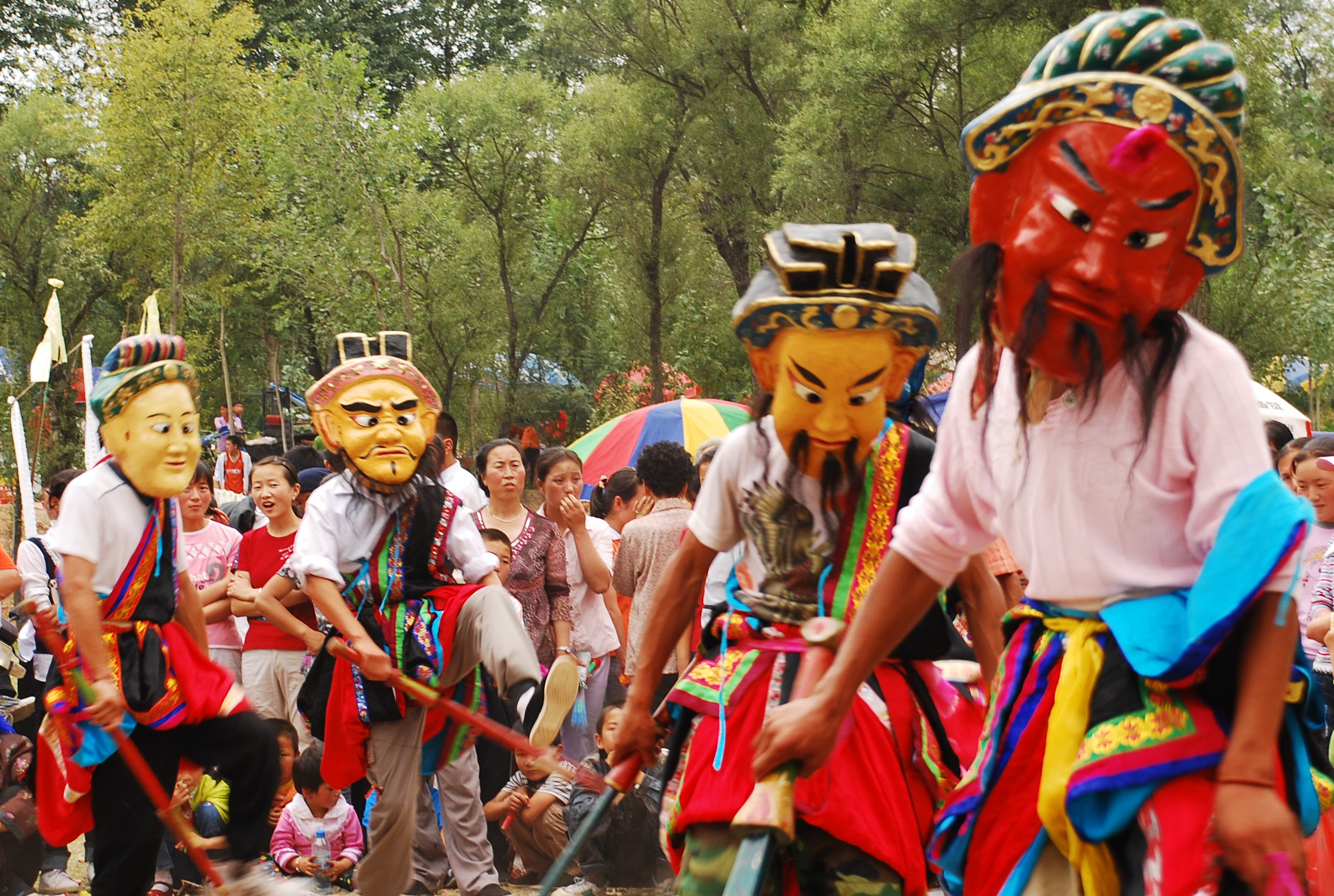
Maskentanz der Tu

Die Tu (Eigenbezeichnung: Monguor; chinesisch 土族, Pinyin Tǔzú) sind eine der 55 in der Volksrepublik China offiziell anerkannten nationalen Minderheiten. Sie leben vor allem in den Provinzen Qinghai und Gansu.
Die Lebensgrundlage der Tu sind die Schafzucht und in geringerem Ausmaß der Anbau von Getreide und Gemüse. Die Tu sind für ihre traditionelle Gastfreundschaft bekannt, wenngleich diese mit dem Verlust der alten Sitten auch langsam verloren geht.

## Sprache
Von den 289.565 Tu (Zensus 2010) spricht etwa die Hälfte Tu 土族語, auch Mangghuer genannt, das in zwei Dialekte, Huzhu 互助 und Minhe 民和, unterteilt werden kann. Rund 5.000 Tu in Tongren sprechen hingegen Bonan 保安語. Alle anderen haben Chinesisch oder Tibetisch als Verkehrs- und Umgangssprache übernommen. Die Tu-Sprache zählt zu den südostmongolischen Sprachen und ist enger mit Bonan, Dongxiang und Daur verwandt als mit dem Chalcha-Mongolischen. Der Huzhu-Dialekt ist stark vom Tibetischen beeinflusst. 
Die Tu haben keine eigene Schrift. Die Tu-Sprache wurde früher mit der tibetischen Schrift geschrieben, heute verwendet man die chinesische Schrift. Seit den 1980er Jahren wurde versuchsweise eine moderne Tu-Schrift, beruhend auf dem lateinischen Alphabet, eingeführt.

## Religion
Die Tu sind Anhänger des Lamaismus (tibetischer Buddhismus). Eines der vier großen Klöster der Gelugpa in der historischen Region Amdo, das Kloster Gönlung Champa Ling (tibetisch dgon lung byams pa gling; chinesisch Youning Si), befindet sich im heutigen Autonomen Kreis Huzhu in der chinesischen Provinz Qinghai.